# Saint-Geniez-ô-Merle

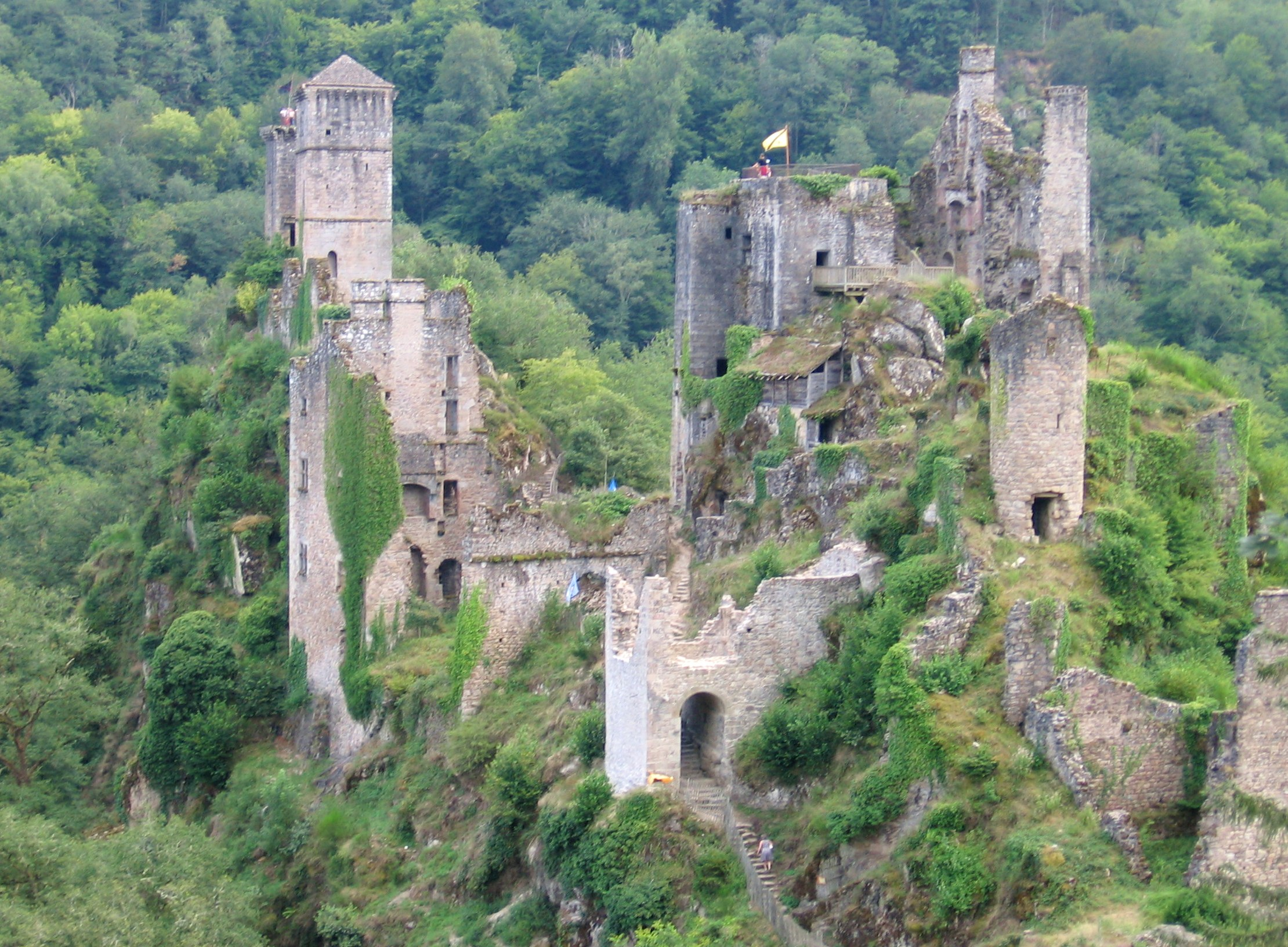
Ruiny zamku w Saint-Geniez-ô-Merle, 2006

Saint-Geniez-ô-Merle – miejscowość i gmina we Francji, w regionie Nowa Akwitania, w departamencie Corrèze. Nazwa miejscowości pochodzi od imienia św. Genezjusza.
Według danych na rok 1990 gminę zamieszkiwało 135 osób, a gęstość zaludnienia wynosiła 9 osób/km² (wśród 747 gmin Limousin Saint-Geniez-ô-Merle plasuje się na 484. miejscu pod względem liczby ludności, natomiast pod względem powierzchni na miejscu 445.).